# Huizhou

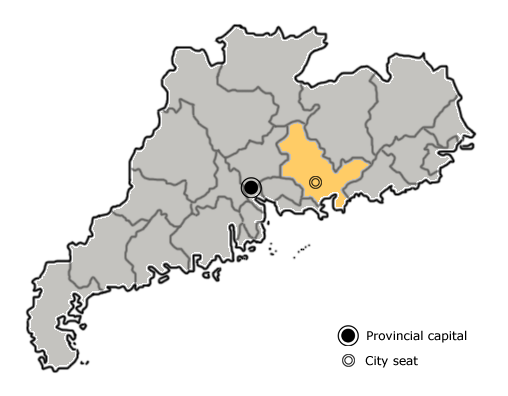
Lage Huizhous in Guangdong

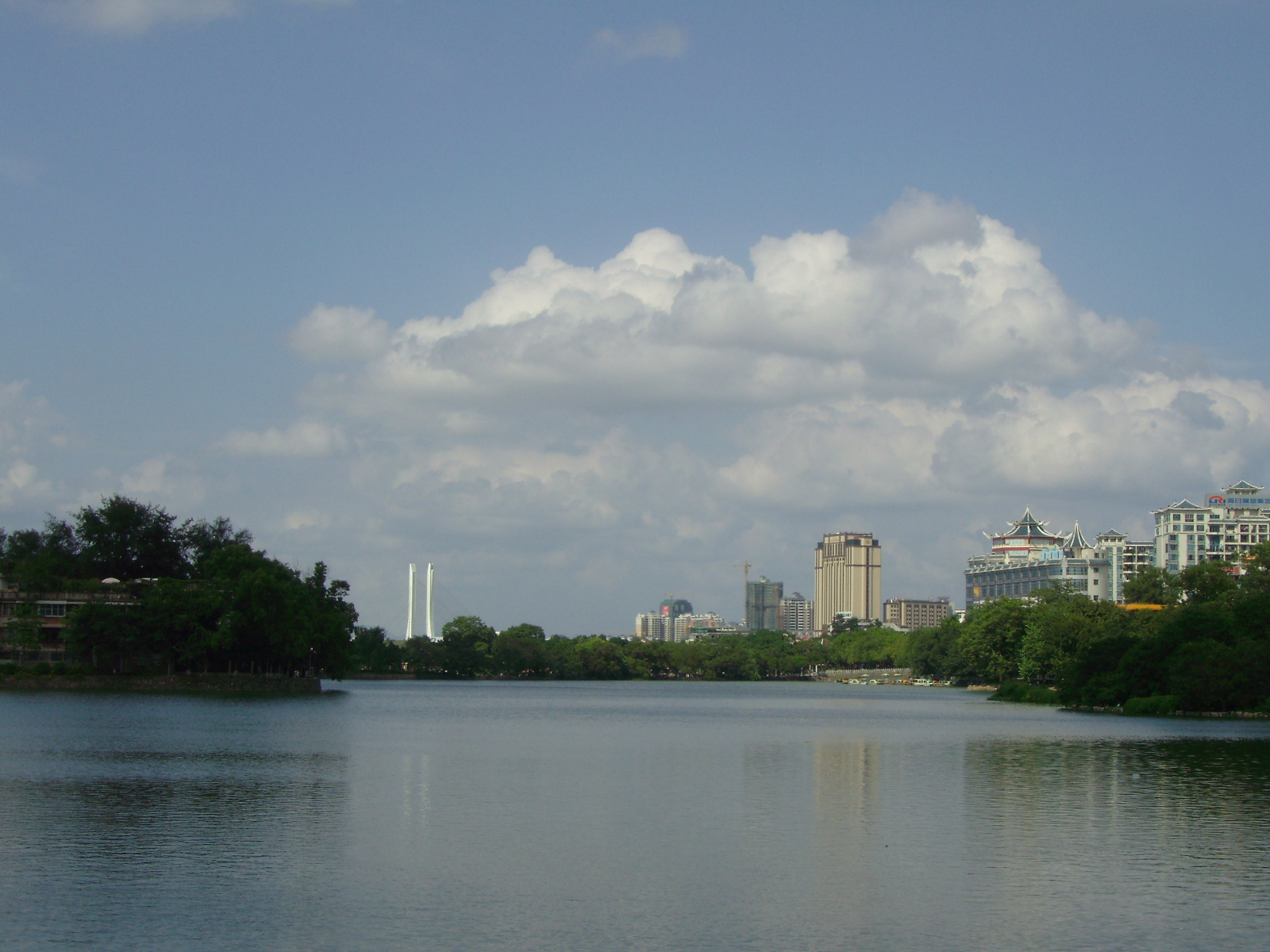
Blick über den Westsee auf Huizhou

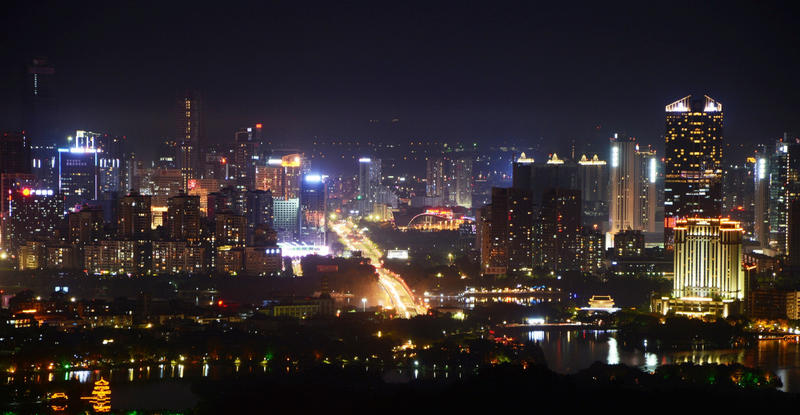
Huizhou bei Nacht

Huizhou (chinesisch 惠州市, Pinyin Huìzhōu Shì, Jyutping Wai6zau1 Si5) ist eine Großstadt auf Präfekturebene in der südöstlichen Provinz Guangdong in der Wirtschaftszone Perlflussdelta. Als Zentrum neuer und zukunftsorientierter Industrien bildet es im Zusammenwachsen seines Hinterlands mit der an Hongkong grenzenden Stadt Shenzhen das Siliconvalley Chinas. Mit einer Fläche von 11.343 km² ist Huizhou das zweitgrößte Gebiet unter den Städten der Pearl River Delta Economic Zone. Der Verwaltungsbezirk Huizhou hat 6.042.852 Einwohner (Stand: Zensus 2020). Zu ihm gehören die Bezirke Huicheng und Huiyang sowie die Kreise Boluo, Huidong und Longmen.
Als alte historische und kulturelle Stadt der Provinz Guangdong ist Huizhou auch eine der bedeutenden Touristenstädte Chinas mit vielfältigen kulturellen und landschaftlichen Besonderheiten. In Huizhou wird ebenfalls die in Guangdong weit verbreitete Hakka-Sprache gesprochen. Der in Huizhou gelegene „Ehemalige Wohnsitz von Ye Ting“ (叶挺故居, Ye Ting Guju) steht auf der Liste der Denkmäler der Volksrepublik China.

## Lage
Huizhou ist nach Shenzhen die zweit nächstgelegene chinesische Großstadt zu Hongkong. Es grenzt im Westen an Guangzhou, die Hauptstadt der Provinz Guangdong, im Südwesten an Shenzhen, im Norden an Shaoguan, im Nordosten an Heyuan, im Osten an Shanwei und im Süden an die Daya-Bucht im Südchinesischen Meer. Dieser südliche Teil bietet eine lange, sich schlängelnde Küste, mit reizvollen Landschaften. Im nördlichen und östlichen Teil von Huizhou liegen Gebirgszüge und Hügel, während sich in der Mitte große Ebenen erstrecken.

## Geschichte
Huizhou war bereits früher eine prosperierende Region, die sich auf Handel und Gewerbe spezialisiert hatte. Die ersten Besiedlungen der Region erfolgten im Neolithikum. Im Jahre 591, unter der Sui-Dynastie (581–618), gründete die Regierung die Stadt Xunzhou, die später ein politisches, wirtschaftliches und kulturelles Zentrum Guangdongs wurde. Der heutige Namen führt auf die Song-Dynastie (960–1279) zurück, während der Huizhou bereits eine Präfekturhauptstadt der Präfektur Huiyang und gleichzeitig das kulturelle Zentrum der Region war. Dies änderte sich im 20. Jahrhundert aufgrund von Kriegen. Nach den 1980er Jahren glich sich Huizhou zunehmend den Entwicklungen des nahe gelegenen Shenzhen an.

## Administrative Gliederung
Huizhou setzt sich aus zwei Stadtbezirken und drei Kreisen zusammen (Stand: Zensus 2020):
- Stadtbezirk Huicheng (惠城区), 1.488 km², 2.090.578 Einwohner, Zentrum, Sitz der Stadtregierung;
- Stadtbezirk Huiyang (惠阳区), 1.205 km², 1.404.137 Einwohner;
- Kreis Boluo (博罗县), 2.855 km², 1.210.878 Einwohner;
- Kreis Huidong (惠东县), 3.527 km², 1.018.076 Einwohner;
- Kreis Longmen (龙门县), 2.267 km², 319.183 Einwohner.

## Transport und Verkehrsverbindungen
Mit Seehäfen, Flughäfen, Hochgeschwindigkeitsbahnen und Schnellstraßen verfügt Huizhou über ein umfassendes modernes Verkehrsnetz. Nahezu alle Landkreise und Städte des Verwaltungsbereichs Huizhou sind durch Autobahnen und Hochgeschwindigkeitszüge zwischen Hongkong und Huizhou verbunden. Die Fahrzeit für die 90 Kilometer zwischen der Hong Kong West Kowloon Station und der Huizhou Süd Station beträgt ungefähr 60 Minuten. Der Hochgeschwindigkeitszug von Shenzhen nach Huizhou dauert für die Distanz von 56 km circa 30 Minuten, die Strecke von Guangzhou nach Huizhou ca. 60 Minuten.
Der Flughafen Huizhou (HUZ) liegt etwa 25 Kilometer östlich der Stadt. Er bietet Direktflüge nach Peking, Xian, Hangzhou, Wuxi und anderen wichtigen Städten in China. Die Flughäfen Shenzhen Baoan Airport (SZX) und Guangzhou Baiyun Airport (CAN) liegen ca. 1 bzw. 2 Autostunden entfernt.
In Huizhou gibt es zwei Bahnhöfe, Huizhou Süd und Huidong. Hier kreuzen sich wichtige Eisenbahnlinien nach Guangzhou, Shenzhen, Shantou, Fuzhou, Xiamen, Nanchang, Changsha, Yueyang und vielen anderen Städten. Seit 2013 ist ebenfalls die Xiamen-Shenzhen-Eisenbahn in Betrieb.
Im April 2018 gab die China Daily bekannt, dass die derzeit erste automatische Eisenbahnstraße der Welt zwischen Dongguan und Huizhou im Bau ist (7), ein Pilotprojekt für fahrerlose Züge und Roboterunterstützung für Passagiere mit Gepäck und Fahrkarten.

## Wirtschaft
Huizhou zählt zu den boomenden Wirtschaftsstädten Südchinas und nach dem Entwicklungsplan der Greater Bay Area Guangdong-Hongkong-Macao zu einer der wichtigsten Knotenstädte der Region. Im Zusammenschluss seines Hinterlands mit der südchinesischen Metropole Shenzhen bildet es das Siliconvalley Chinas im Perlflussdelta.
Elektronische Informationen und Petrochemikalien sind Säulenindustrien von Huizhou. Zusammen mit der Automobil- und Anlagenherstellung sowie der sauberen Energieindustrie bilden sie das moderne Industriesystem von Huizhou. Auch der weltweit agierende Konzern TCL wurde in Huizhuo gegründet. Huizhou ist ebenfalls die Produktionsbasis des Landes für Damenschuhe und bekannt für Herrenbekleidung.
Zu den in Huizhou vertretenen deutschen Firmen gehört u. a. der Konzern BASF, der bereits im Jahr 2010 in eine Dispersionsanlage für die Papierindustrie und Acrylatdispersionen im Petrochemischen Industriepark Daya Bay investierte.
Das Technologieunternehmen Antennentechnik ABB Bad Blankenburg wurde im Jahr 2018 von Huizhou Desay SV Automotive übernommen. 1991 gegründet, gehört die ANSMANN AG heute mit ihren Geschäftsbereichen „Consumer“ und „Industrie“ zu den international führenden Unternehmen für Batterie-, Akku-, Lade-, Antriebstechnik und Lichttechnologie. Huizhou fördert mit einem 2016 aufgenommenen Sonderprogramm in der High-Tech-Industrieentwicklungszone von Zhongkai speziell junge Start-up Unternehmen. Dabei bewirbt Huizhou auch deutsche Start-up Unternehmen.
In Huizhou befinden sich zahlreiche Industrieparks, sowohl auf nationaler Ebene als auch auf Provinz Ebene.

## Tourismus und Sehenswürdigkeiten

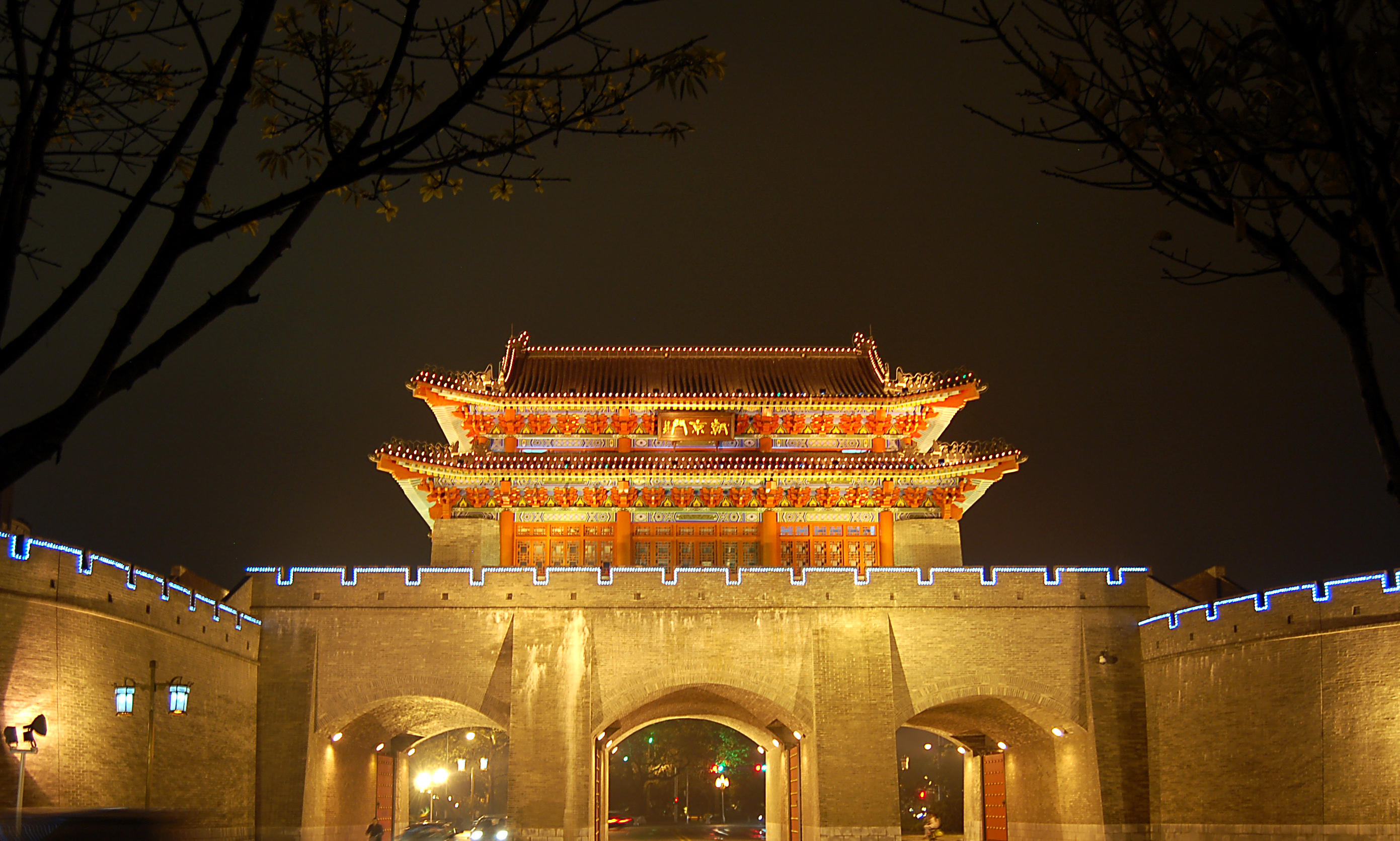
Pavillon in Huizhou

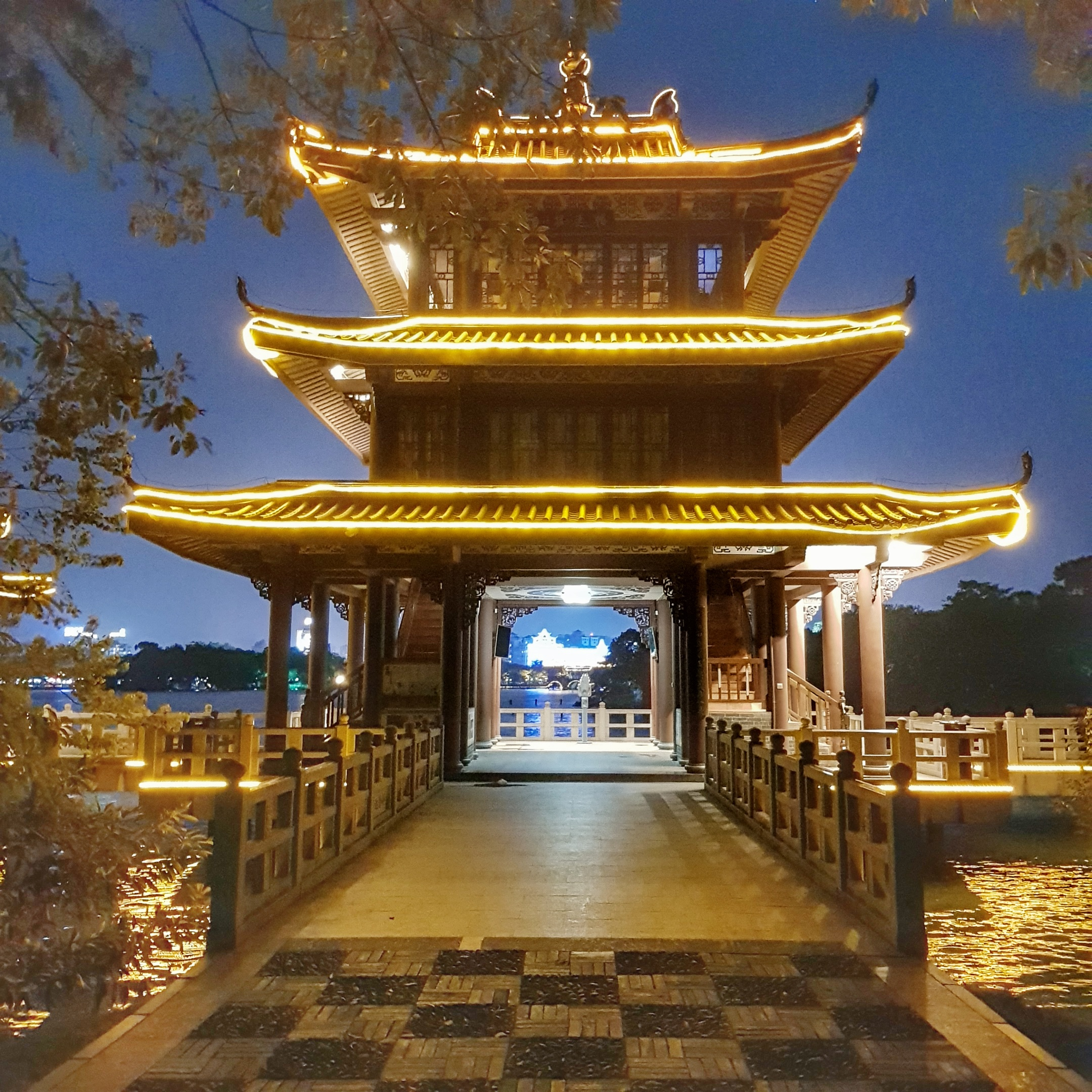
Pavillon in Huizhou

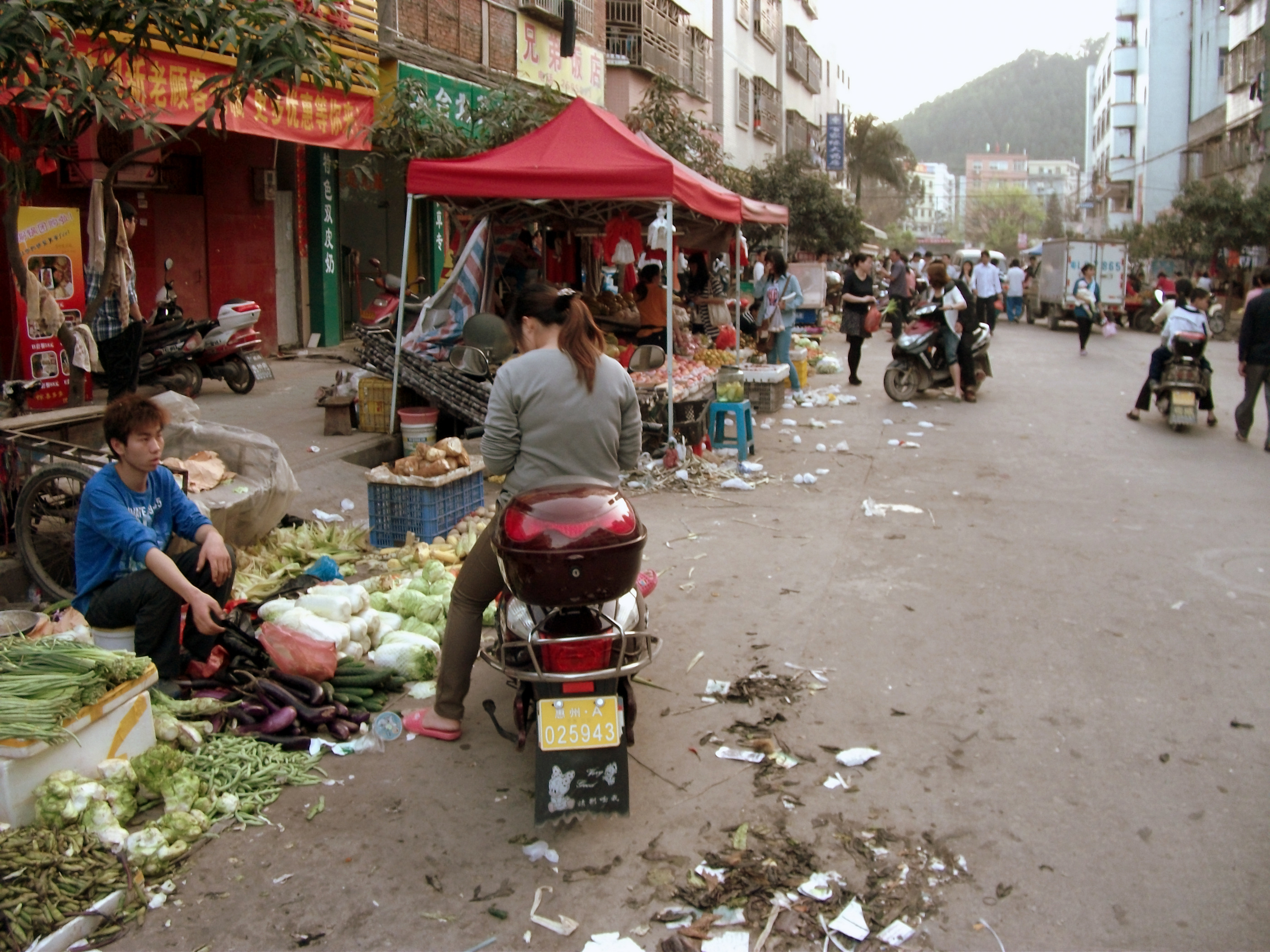
Markt in Huizhou

Als historische und kulturelle Stadt der Provinz Guangdong sowie als eine der „China Top Tourist-Cities“ bietet Huizhou vielfältige lokale Sehenswürdigkeiten mit Bergen, Flüssen, Seen und Wäldern. Zu der vielfältigen lokalen Tradition gehören der Drachentanz am chinesischen Neujahr und das Mid Autumn Festival, dem zweitwichtigsten lokalen Festival. Die ethnische Minderheit der Yao im Landkreis Longmen hat besondere Bräuche, die Huizhou zusätzlichen Charme verleihen.

### Huizhou Westsee
Der Westsee gehört zu den größten Binnenseen Chinas und grenzt unmittelbar an den alten Stadtkern Huizhous an. Er war früher als der Feng-See bekannt. Die Geschichte erzählt, dass der chinesische Verwaltungsbeamte der Song-Dynastie Su Shi im Alter von 59 Jahren von der kaiserlichen Regierung nach Huizhou entsandt wurde. Als er den Feng-See in Huizhou besuchte empfand er ihn so eindrucksvoll wie den berühmten Westsee in Hangzhou und nannte ihn ebenfalls in Westsee um. Er bietet fünf miteinander verbundene Seen, mit sechs Brücken und ist von grünen Hügeln mit malerischen Pavillons umgeben. In der früheren Geschichte war er so berühmt wie der Westsee der Stadt Hangzhou und als kulturelles Erbe das repräsentativste historische Wahrzeichen von Huizhou. Zu weiteren Sehenswürdigkeiten gehören u. a.:

### Luofu-Berg
Der Luofu-Berg ist einer der zehn berühmtesten Berge Chinas. Es ist auch bekannt für die taoistische Kultur.

### Berg Nankun
Er liegt im Südwesten des Landkreises Longmen und ist als "Grünes Land am Tropen des Krebses" bekannt.

### Xunliao Bay
In der Dayawan Bay gelegen, ist die Bucht ein sauberes, ruhiges Paradies für Meeresliebhaber. Mit ihrem reinen Wasser und glänzenden weißen Sand wird sie als „Grüner Smaragd“ mit einem "weißen goldenen Strand" gerühmt.

### Hallstatt-Kopie
Zu einer der Touristenattraktionen im südchinesischen Raum und Huizhous gehört die unmittelbar vor der Stadt im Amtsbereich Boluo liegende Kopie des österreichischen Weltkulturerbe Hallstatt See. Als touristische Attraktion verfügt es über ein 4 Sterne Ranking (von 5) und gehört auch aufgrund der zentralen Lage zu südchinesischen Großstädten wie Guangzhou, Shenzhen oder Hongkong, zu einem bevorzugten touristischen Anziehungspunkt mit internationalem Ruf in der südchinesischen Region.
Das Projekt wurde im Jahre 2012 von Minmetals Land, der in Hongkong börsennotierten hundertprozentigen Tochtergesellschaft des staatseigenen und größten Stahl- und Minenkonzern Chinas Minmetals Corp. erstellt und wird offiziell unter dem Namen „Hallstatt-See-Huizhou“ geführt. (18) Um den Dorfkern formt sich ein öffentlich nicht zugängliches luxuriöses Wohnressort, das vor allem auch wohlhabende Investoren aus den nahegelegenen Großstädten wie Shenzhen, Guangzhou oder Hongkong als Wohn- oder Zweitwohnsitz anzieht.
Als Projekt des staatseigenen Unternehmens Minmetals Corp. mit Hauptsitz in Peking, hat Hallstatt-See-Huizhou den Status eines Nationalen Projekts, mit einer direkten Führungsstruktur nach Peking. Im Zuge der wachsenden Wirtschaftsbeziehungen beider Länder gilt es heute als Beispiel eines gelungenen bilateralen Projekts zwischen China und Österreich, als ein Kanal im Kultur- und Tourismusaustausch und Forum von Wirtschafts- und Handelsdelegation insbesondere aus dem südchinesischen Wirtschaftsraum und Hongkong.

## Sport
Im Jahre 2015 wurde das "Huizhou Olympia Stadion" eröffnet. Es liegt unmittelbar vor der Stadt im Kreis Buluo.

## Militär
Huizhou ist Hauptquartier der 42. Gruppenarmee der Volksbefreiungsarmee, einer der beiden Gruppenarmeen der Militärregion Guangzhou, die für die Verteidigung der Südküste Chinas und der Grenze zu Vietnam verantwortlich ist.

## Söhne und Töchter der Stadt
- Chen Xiujun (* 1986), Schwimmerin
- Li Yajun (* 1993), Gewichtheberin
- Zhang Mengyu (* 1998), Taekwondoin
- Zheng Haohao (* 2012), Skateboarderin